# Kiliç
Un kiliç, espada en turco, también llamado Kilij o Kilic por no tener voz castellana directa, es el alfanje típico de los denominados turco-mongoles, de gavilanes rectos y empuñadura recorvada hacia la hoja. Posee una hoja curva de un solo filo y contrafilo en su último tercio, que es ligeramente más ancho que la hoja (anchura a la cual se le dice "Yelman").

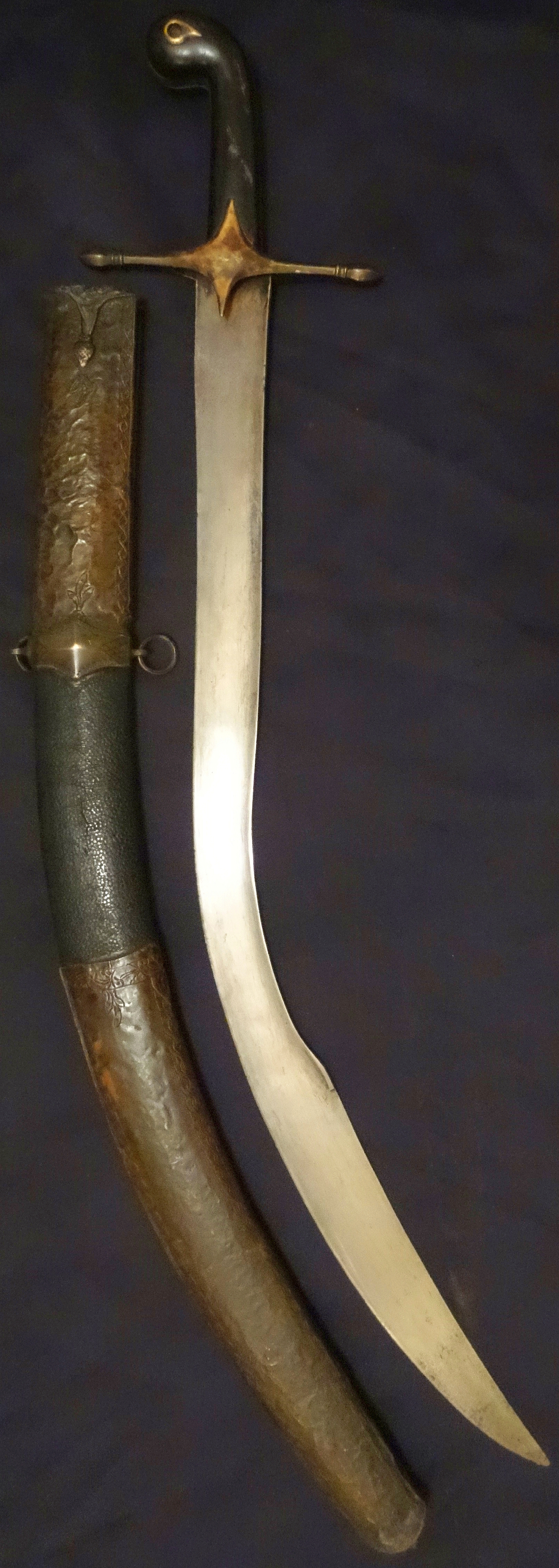
Kilç (Kilic o Kilij) turco.

## Orígenes e historia

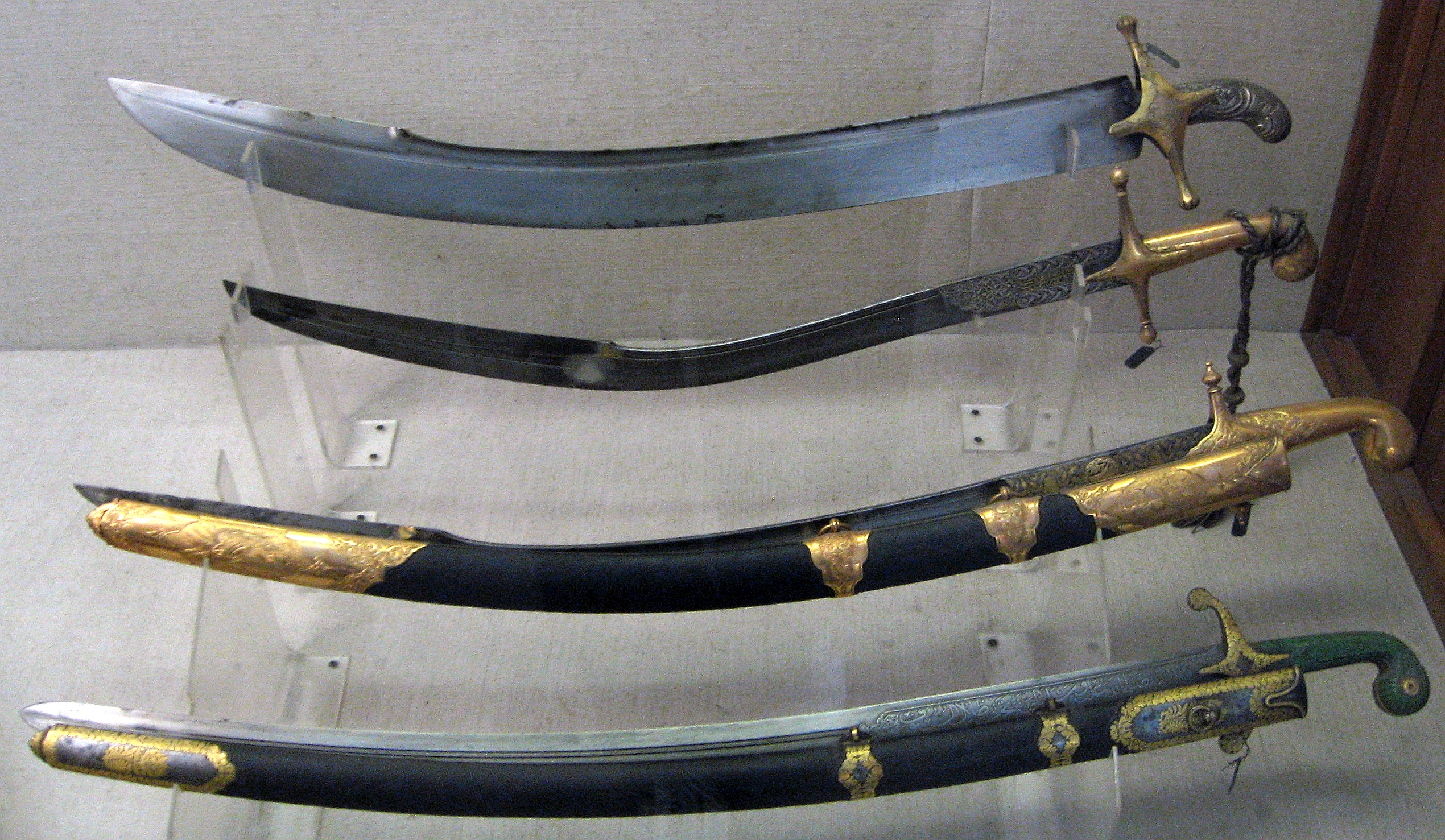
Turkish swords.

Los kiliç, con su forma característica y tradicional, aparecieron entre el siglo III y el siglo IX por referencias a los movimientos migratorios mongoles y las posteriores exportaciones a Oriente de estos alfanjes. No obstante, es sobre el siglo X cuando el "Yelman" de los alfanjes "otomanos" se estiliza hasta no ser más que un saif o shamsir árabe, volviendo a su forma más ancha y contundente hacia el siglo XVIII. Logró, al igual que otros alfanjes y cimitarras orientales, gran fama debido al gran trabajo del acero -sobre todo para los filos- de Oriente Medio y Oriente Próximo, como el mítico de Damasco.
- Datos: Q1357876
- Multimedia: Kilij / Q1357876